# Masanori Yusa
Masanori Yusa (japonès: 遊佐正憲)  (Tadotsu, 20 de gener de 1915 - Tòquio, 8 d'agost de 1975) va ser un nedador japonès que va competir durant la dècada de 1930.
El 1932 va prendre part en els Jocs Olímpics de Los Angeles, on va guanyar la medalla d'or en els 4×200 metres lliures del programa de natació, formant equip amb Hisakichi Toyoda, Yasuji Miyazaki i Takashi Yokoyama. Quatre anys més tard, als Jocs de Berlín va disputar dues proves del programa de natació. En els 4×200 metres lliures, formant equip amb Shigeo Sugiura, Masaharu Taguchi i Shigeo Arai, va guanyar la medalla d'or, mentre en els 100 metres lliures guanyà la de plata.
Yusa és graduà a la Universitat Nihon i posteriorment treballà per la Yokohama Rubber Company. El 1942 es casà amb Yumeko Aizome, una reconeguda actriu de cinema japonesa.